# Grzegorz Gajewski
Grzegorz Gajewski (* 19. Juli 1985 in Skierniewice) ist ein polnischer Schachspieler.
2015 konnte er die polnische Einzelmeisterschaft gewinnen.
Gajewski nahm mit der polnischen Nationalmannschaft an zwei Schacholympiaden 2008 und 2014 teil. Außerdem nahm er viermal an der Europäischen Mannschaftsmeisterschaft (2007, 2009, 2013 und 2015) und an der Mannschaftsweltmeisterschaft 2017 teil.
In Deutschland spielt er seit der Saison 2014/15 für den USV TU Dresden.
Er heiratete 2010 die Schachspielerin Joanna Majdan.
Gajewski war Sekundant von D. Gukesh, der die Schachweltmeisterschaft 2024 gewann.
| Hier fehlt eine Grafik, die leider im Moment aus technischen Gründen nicht angezeigt werden kann. Wir arbeiten daran! |